# Banque centrale de Djibouti
La Banque centrale de Djibouti (en arabe : البنك المركزي الجيبوتي) est la banque centrale de la république de Djibouti créée le 3 décembre 1917. Celle-ci doit assurer son rôle de banque centrale en garantissant la croissance du pays mais également la régulation de son inflation. Sa monnaie est rattachée au dollar américain par une parité fixe de 177.721 francs Djibouti pour un dollar US. Ce rattachement s'explique par la mise en place d'un système en caisse d'émission, malgré le fait que la valeur de cette monnaie soit indexé sur l'or fin. Le dollar US joue ainsi un rôle de contre valeur dans l'émission du franc Djibouti.